# Thunderbolts of Fate
Thunderbolts of Fate  è un film muto del 1919 diretto da Edward Warren. La sceneggiatura di Winifred Dunn si ispirò a un lavoro teatrale di Harry S. Sheldon.

## Produzione
Il film fu prodotto dalla Edward Warren Productions.

## Distribuzione
Distribuito dalla W.W. Hodkinson attraverso la Pathé Exchange, il film uscì nelle sale cinematografiche statunitensi il 6 aprile 1919.